# Philippe Bauer
Pour les articles homonymes, voir Bauer.
Philippe Bauer, né le 9 avril 1962 à Neuchâtel (originaire du même lieu), est une personnalité politique suisse, membre du parti libéral-radical. Il est député du canton de Neuchâtel au Conseil national de novembre 2015 à décembre 2019, puis au Conseil des États.

## Biographie
Philippe Bauer naît le 9 avril 1962 à Neuchâtel, dont il est aussi originaire. Il est le fils d'Alain Bauer, juge au Tribunal cantonal et engagé au Parti libéral, et le petit-fils d'Eddy Bauer, historien et recteur de l'Université de Neuchâtel,,.
Il passe son enfance à Auvernier. Il fait des études de droit à l'Université de Neuchâtel. Il y obtient sa licence en 1987. Il obtient deux ans plus tard son brevet d'avocat. Il fait son stage chez Denis Oswald. 
Il a le grade de capitaine à l'armée. Il commande de 1990 à 2003 la compagnie des grenadiers de montagne neuchâtelois.
Il est marié, père de trois enfants et habite à Neuchâtel.

## Parcours politique
Il est membre du Grand Conseil du canton de Neuchâtel de 2001 à 2015. Il en assure la présidence de 2013 à 2014. Il est également membre du mouvement Écologie libérale. 
Il est élu au Conseil national en 2015,. Il y siège à la Commission des affaires juridiques (CAJ).
En 2019, il est élu au Conseil des États. Il y siège à la Commission de gestion (CdG), à la Commission des institutions politiques (CIP) et à nouveau à la CAJ, Il préside par ailleurs la sous-commission de langue française de la Commission de rédaction.
Il n'est pas réélu en 2023, perdant son siège au profit du socialiste Baptiste Hurni.